# Pseudoalogenuro
Gli pseudoalogenuri sono anioni, derivati dagli pseudoalogeni, che hanno proprietà chimiche simili agli alogenuri.
I principali sono: cianuro, cianato e tiocianato.
Oltre alla reattività tipica degli alogenuri sono ottimi leganti. Il cianuro complessa i metalli di transizione del blocco d e zinco, mercurio e cadmio; può manifestare retrodonazione π. Dei cianocomplessi esistono anche i corrispondenti acidi, come H4[Fe(CN)6], cosa che non avviene coi rispettivi alogenocomplessi. Cianato e tiocianato possono legarsi sia con l'atomo di azoto che con, rispettivamente, ossigeno e zolfo; nel primo caso si parla di isocianati e isotiocianati.